# Boeing F-15SE Silent Eagle
Boeing F-15SE Silent Eagle je predlagano dvomotorno večnamensko lovsko letalo ameriškega proizvajalca Boeing. Je nadgrajena verzija F-15E. Za razliko od predhodnika, F-15SE bo uporabljal tehnologijo manjše radarske opaznosti stealth, notranje nosilce za orožje (Conformal Weapons Bays - CWB) in drugo tehnologijo lovcev 5. generacije
Boeing je model prvič predstavil 17. marca 2009. Letalo naj bi uporabljali trenutni uporabniki, kot so Izrael, Saudova Arabija, Japonska in Južna Koreja.
F-15SE bo uporabljal tehnolgijo stealth, vendar samo v obsegu, ki je dovoljuje Ameriška vlada za izvozna letala. F-15SE bo imel Raytheonov AESA radar in sisteme za elektronsko bojevanje proizvajalca BAE Systems. F-15SE stealth tehnologija bo optimizirana za zračne boje, kjer se uporablja X-spekter valovnih dolžin in ne toliko za napade na površinske cilje, kjer radarji uporabljajo druge frekvence.
Cena letala naj bi bila okrog $100 milijonov

## Tehnične specifikacije
Specifikacije so od F-15E Strike Eagle, na katerem je F-15SE baziran
Podatki iz USAF F-15E fact sheet, Davies, and Boeing Silent Eagle
Splošne karakteristike
- Posadka: 2
- Dolžina: 63,8 ft (19,43 m)
- Razpon kril: 42,8 ft (13,05 m)
- Višina: 18,5 ft (5,63 m)
- Površina kril: 608 ft² (56,5 m²)
- Aeroprofil: NACA 64A006.6 koren, NACA 64A203 konec krila
- Teža praznega letala: 31700 lb (14300 kg)
- Maks. vzletna teža: 81000 lb (36700 kg)
- Pogon letala: 2 × Pratt & Whitney F100-229 turbofan z dodatnim zgorevanjem, 29000 lbf (129 kN) vsak

 Zmogljivost 
- Maks. hitrost: Mach 2,5+ (1650+ mph, 2650+ km/h)
- Bojni radij: 800+ nm [13] (920 milj (1.480 kilometrov))
- Največji doseg: 2400 mi (2.100 nmi (3.900 km)) s konformnimi tanki iz zunanjimi tanki
- Višina leta: 60000 ft (18200 m)
- Hitrost vzpenjanja: 50000+ ft/min (254+ m/s)

Oborožitev

- 1× 20 mm (0.787 in) M61 Vulcan Gatlingov top s 510 naboji
- Štirje notranji nosilci za nižjo radarsko opaznost
- Zunanji nosilci isto kotStrike Eagle[14]

Letalska elektronika

- APG-82 AESA radar
- BAE Systems Digital Electronic warfare system (DEWS)
- Digital “Fly-by-Wire” Flight Control System (DFCS)
- Lockheed Martin Sniper advanced electro-optical targeting system and Infrared Search and Track (IRST) system
- Link-16 fighter data link